# Applied Surface Science
Applied Surface Science is een internationaal, aan collegiale toetsing onderworpen wetenschappelijk tijdschrift op het gebied van de natuurkunde. De naam wordt in literatuurverwijzingen meestal afgekort tot Appl. Surf. Sci.
Het wordt uitgegeven door Elsevier en verschijnt 18 keer per jaar.
Het eerste nummer verscheen in 1985.